# Esther Dayan-Ulivelli
Esther Dayan-Ulivelli (geb. 1918 in Berlin; gest. 2002 in Berlin) war eine deutsche Filmcutterin.
Als Dozentin lehrte sie ab 1971 Filmschnitt an der Deutschen Film- und Fernsehakademie Berlin. Sie war als Aktivistin im linken Spektrum tätig.

## Leben
Esther Dayan wurde 1918 als Kind eingebürgerter italienischer Einwanderer in Berlin geboren. Sie verwaiste 1924 und wuchs danach bei unterschiedlichen Pflegefamilien auf. Ihre halbjüdische Herkunft war für Behörden nicht mehr nachvollziehbar, da ihre Pflegefamilien ihr mehrfach neue Namen gegeben hatten. Als junge Erwachsene lebte sie zur Untermiete bei einer Familie, die im Widerstand während der Zeit des Nationalsozialismus aktiv war. Sie überlebte die NS-Zeit als jüdische Person in Berlin und sagte selber, dass sie als Deutsche und Italienerin durchgegangen sei. Dayan-Ulivelli war zwei Mal verheiratet und Mutter zweier Kinder. Ihr erster Ehemann war der Schriftsteller Wolfdietrich Schnurre.

## Karriere
1933 wurde sie aus der Schule entlassen. Danach fand sie einen Job als Botenmädchen bei Agfa, wo sie später in der 16-mm-Schmalfilmabteilung arbeitete. 1936 wurde sie arbeitslos. Bei Tobis Filmkunst| in Köpenick wurde ihr ein Lehrvertrag als Filmtechnikerin angeboten. Während der Zeit des Nationalsozialismus lernte sie dort die Arbeit im Kopierwerk.
Esther Dayan-Ulivelli schreibt von dieser Zeit im Artikel stationen in Frauen und Film: « In unsere Ausbildungszeit fiel auch die Bearbeitung des Farbfilms und der damit verbundenen komplizierten Farblichtbestimmung. Ich war so froh, lernen zu dürfen, dass ich gar nicht darüber nachdachte, was wir da produzierten. Wir sprachen nie über den Inhalt der Filme, die wir bearbeiteten. »
Sie heiratete 1944 und hörte auf zu arbeiten. Nach dem Zweiten Weltkrieg begann sie 1948 in einem Synchronstudio mit Kopierwerk in Westdeutschland zu arbeiten. Mit ihrem Mann bekam sie ein Kind, ließ sich 1953 scheiden und zog wieder zurück nach Berlin. Dort arbeitete sie frei als 2. Assistentin im Schneideraum und später als Cutterin. Unter anderem schnitt sie Helke Sanders Film Die allseitig reduzierte Persönlichkeit – Redupers.

## Aktivismus
Esther war in der Westberliner Frauengruppe Brot und Rosen aktiv, die von Helke Sander gegründet wurde. Zusammen gaben sie das Frauenhandbuch Nr. 1: Abtreibung und Verhütungsmittel heraus, das 1971 mit über 30.000 Kopien veröffentlicht wurde. Die Schrift befasst sich mit der Selbstbestimmung von Frauen, dem Recht auf Abtreibung und Kritik an der Pille.

## Filmografie (Auswahl)
- 1961: Flucht nach Berlin (Schnittassistenz) – Regie: Will Tremper
- 1972: Die Wollands – Regie: Marianne Lüdcke, Ingo Kratisch
- 1972: His-Story – Regie: Elsa Rassbach
- 1972: Leo Brouwer – Cuba – Regie: Dieter Jung
- 1972: Wer braucht wen? – Regie: Valeska Schöttle
- 1974: Wir sind hier der Kinder wegen – Regie: Tamara Wyss
- 1978: Die Allseitig reduzierte Persönlichkeit – Regie: Helke Sander
- 1978: Gegen Spekulanten – Regie: Klaus Helle, Florence Kraak
- 1978: Anna Astrid Proll – Regie: Gerd Conradt, Petra Goldmann
- 1979: Okay, Okay – Der moderne Tanz – Regie: Heiner Mühlenbrock, Christoph Dreher
- 1980: Strahlende Zukunft – Regie: Suzanne Beyeler, Andreas Soschynski
- 1980: Etwas tut weh – Regie: Recha Jungmann
- 1985: Der Unbesiegbare – Regie: Gusztáv Hámos
- 1988: Die Gottesanbeterin (Georgette Meunier / Beratung) – Regie: Tania Stöcklin, Cyrille Rey-Coquais

## Hörspiel
- 1996: Martin Daske, Carine Limbosch: Land des tödlichen Schweigens. Ein Radiogedicht (Stimme) – Komposition und Realisation: Martin Daske (Original-Hörspiel – HR/SFB/Belgische Radio en Televisieomroep (BRT))[5]